# マツダイ

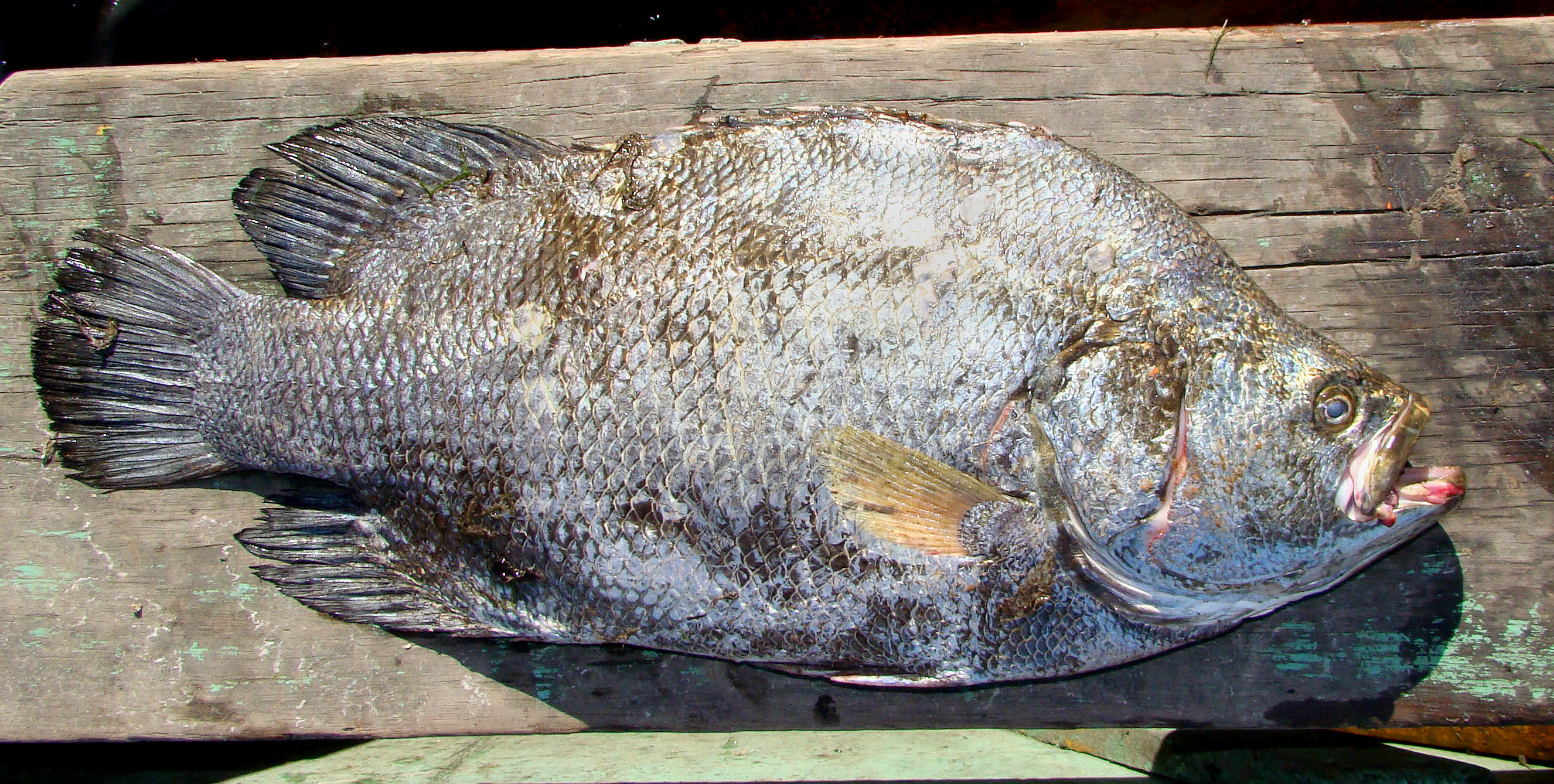
ブラジル、リオグランデ・ド・スル州

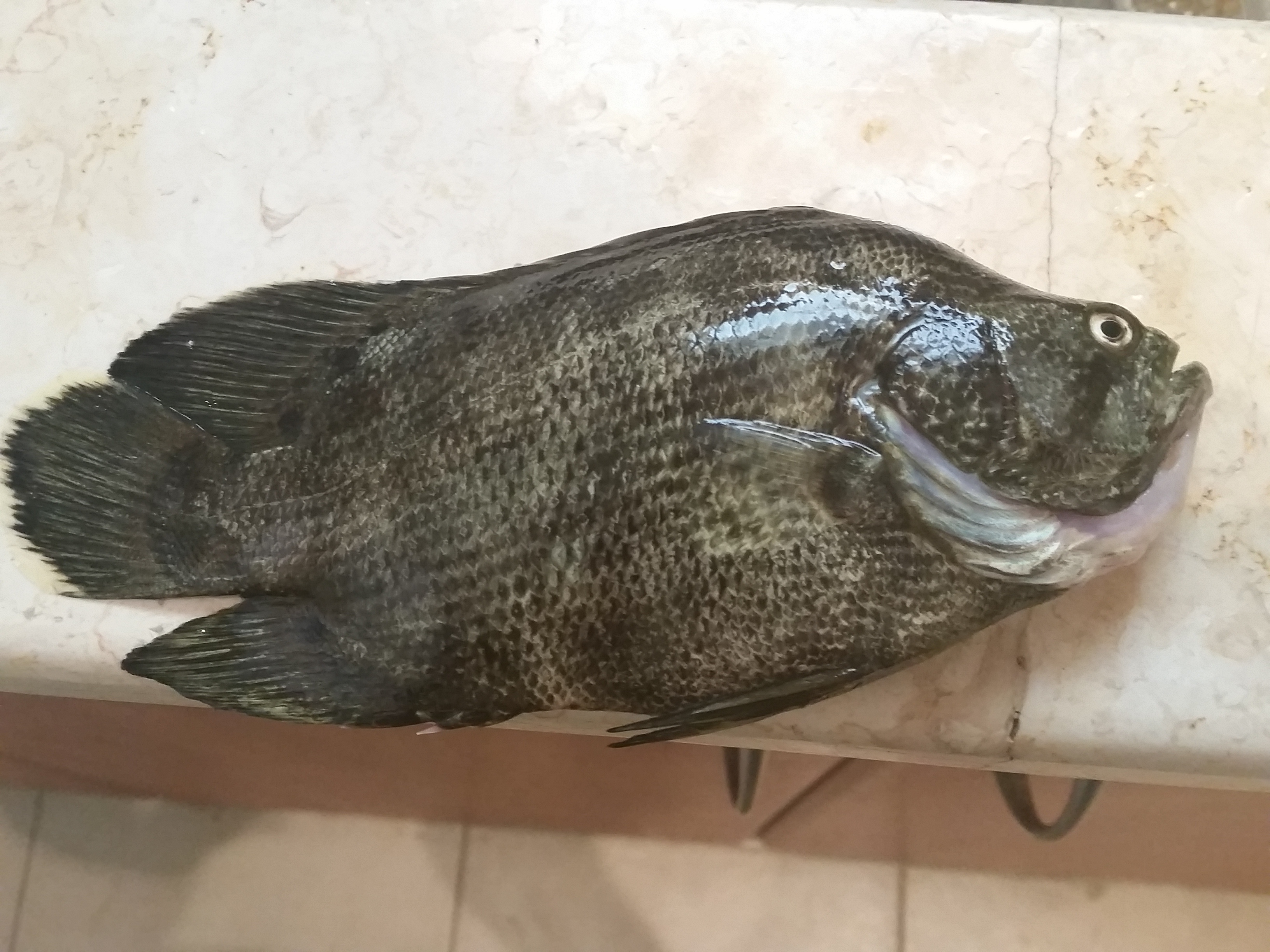
イスラエル、テルアビブ

マツダイ (Lobotes surinamensis) は、マツダイ科に分類される魚類の一種。太平洋東部を除く世界中の熱帯および亜熱帯の海域に分布する。

## 分類
1790年にドイツの医師で博物学者であるマルクス・エリエゼル・ブロッホによって、Holocentrus surinamensis として記載され、そのタイプ産地はスリナム沖のカリブ海とされた。1830年にジョルジュ・キュヴィエは、H. surinamensis を基準種とする単型属 Lobotes を提案した。Lobotes pacifica を本種のシノニムとし、マツダイ属を単型とする見解もある。『Fishes of the world 5th edition』ではタイ目に分類され、マツダイ科には2属が含まれる。

## 分布
マツダイ科の中では唯一、大西洋にも分布する。インドネシアなどの熱帯海域に多く、西カリマンタン州のポンティアナックなどの生鮮市場でよく見られる。アメリカ大陸では米国マサチューセッツ州とバミューダ諸島からアルゼンチンまで、東大西洋と地中海ではマデイラ島からギニア湾まで、東太平洋はコスタリカからペルーまで、西太平洋では日本からフィジー、ツバルまで分布する。チェサピーク湾以北ではめったに見られない。日本では南日本に多いが、主に幼魚が全国でみられる。4月から10月までメキシコ湾岸で見られ、冬には暖かい海域に移動する。春には、特定の2つの場所の沖合に集中する。3 - 6月にはフロリダ州のポートカナベラルに集まり、4 - 7月にはジョージア州のジキル島に集まる。英国での発見例もある。

## 生息地
ほとんどの熱帯および亜熱帯の海で見られる。外洋性で、半回遊性である。通常単独で行動するが、群れを形成することもある。夏には湾や河口で見られる。稚魚は通常、ホンダワラなどの流れ藻の下で泳いでいる。メキシコ湾では、成魚は通常外洋で見られるが、入り江や河口近くの湾でも見られることがある。大型個体は浮遊物体の近くにいることが多いが、開けた水面付近でもたびたび観察される。若魚は難破船、梁や支柱、桟橋、漂流物、海のブイの中やその近くでよく見られる。稚魚は通常、水温29 °C、塩分濃度3.3%、水深70 mを超える水域での表層で見られる。葉や浮遊する破片を模倣して、横向きになって水面に浮かぶ行動がよく知られる。体の色合いを変化することもできる。これらの行動は、稚魚が捕食者を避けるのに役立ち、摂食戦略にもなっていると考えられる。筏やブイなどの漂流物の近くで待ち伏せ、獲物が気づく前に捕食する。水面に浮遊しているので簡単に漁獲されてしまうことから、フロリダ州とジョージア州では将来の個体数を確保するために、漁獲量と個体のサイズに関して厳しい制限が課せられた。

## 形態
体は側扁した楕円形から菱形で、額はわずかに凹んでおり、上顎は少し突き出すことができる。各顎には犬歯のような小さな歯が密に並んだ列があり、その内側には小さな歯が並んでいるが、口蓋には歯は無い。前鰓蓋骨には鋸歯があり、鋸歯は成長につれて縮小したり増えたりする。鰓蓋には2本の平らな棘がある。背鰭は12本の頑丈な棘と15 - 16本の軟条で支えられており、臀鰭は3棘と11軟条から成る。背鰭と臀鰭の軟条部分は高くて丸く、尾柄を超えて伸びており、尾鰭が3つあるように見える。尾鰭自体は丸い。成魚は上半身と頭部が暗褐色または緑がかった黄色で、下半身は灰色がかった銀色。胸鰭は淡黄色で、他の鰭は体よりも暗い。尾鰭には黄色い縁取りがある。全長は通常80 cmで、最大で110 cmに達する。幼魚は黄色、茶色、黒色が混じったまだら模様である。

## 生態
食べられるものは何でも食べる、日和見性の捕食者である。主にBrevoortia patronus、クラカケヒラアジ、カタクチイワシ科などの小型魚類、アオガニ、Farfantepenaeus aztecusなどの無脊椎動物や他の底生甲殻類を捕食する。サメやカマスなどの大型肉食魚などに捕食される。幼魚はペリカンやカモメなどの海鳥に捕食され、海鳥はマツダイの幼魚が隠れている流れ藻などを狙っている可能性がある。
産卵は主に大西洋岸と米国メキシコ湾沿岸の両方で夏に行われ、7月と8月にピークを迎える。外洋で産卵することが知られており、産卵のピークは夏である。雌は1回の産卵で最大700,000 個の卵を産み、卵は遠洋性で浮力がある。仔魚は浮遊性で、定着する前に顕著な形態変化を起こす。雄は雌よりも小さく、性成熟する年齢も若い。ジョージア州沿岸では夏の間大規模な群れが見られ、重要な河口域の産卵生息地であることを示唆している。仔魚は4段階変化し、体長4 mmに達するまでに、大きな目と凹んだ頭が形成される。本種の仔魚はヒシダイ科、アジ目、マンジュウダイ科、モロネ科の仔魚に似る。
鰓にはカイアシ類の Anuretes heckelii、鰓耙にはLernanthropus pupa、皮膚には寄生性カイアシ類のCaligus teniusが寄生する。

## 人との関わり
フロリダ州の海岸では数トンの個体が商業的に漁獲され、生、冷凍、または塩漬けで販売される。主に巻網、刺網、釣りで漁獲される。一般的にマグロを対象とした流し網漁で混獲されている。 釣り人には人気のターゲットであり、肉は非常に美味で、他の狩猟魚よりも優れていると考えられている。国際自然保護連合 (IUCN)によって低危険種としてリストされている。フロリダ州とジョージア州では、釣りの場合1日あたり2匹までという漁獲制限がある。さらに45 cm以下の個体は漁獲してはいけないという制限もある。